# Bad Benson
Albums de George Benson
Body Talk
(1973) In Concert-Carnegie Hall
(1976)
Bad Benson est le douzième album studio du guitariste et chanteur de jazz américain George Benson, sorti le 13 octobre 1974 chez CTI Records.
L'album est enregistré au studio Van Gelder à Englewood Cliffs le 22 avril (titre 9), le 29 mai (titres 1, 3 et 5), le 30 mai (titres 4, 6–8) et le 20 juin 1974 (titre 2). Il est produit par Creed Taylor. En 1979, l'album est réédité par CTI Records aux États-Unis et au Canada sous le titre Take Five,.
Bad Benson a atteint la première place du classement Billboard Top Jazz Albums et la 78e place du Billboard 200 aux États-Unis.

## Liste des titres
| 1. | Take Five                    | Paul Desmond                                     | 7:08 |
| 2. | Summer Wishes, Winter Dreams | - Alan Bergman - Marilyn Bergman - Johnny Mandel | 2:56 |
| 3. | My Latin Brother             | George Benson                                    | 6:50 |

| Face B | Face B                   | Face B              | Face B | Face B | Face B | Face B | Face B | Face B | Face B |
| No     | Titre                    | Auteur              | Durée  |        |        |        |        |        |        |
| ------ | ------------------------ | ------------------- | ------ | ------ | ------ | ------ | ------ | ------ | ------ |
| 4.     | No Sooner Said Than Done | Phil Upchurch       | 5:59   |        |        |        |        |        |        |
| 5.     | Full Compass             | Upchurch            | 5:40   |        |        |        |        |        |        |
| 6.     | The Changing World       | - Benson - Art Gore | 4:53   |        |        |        |        |        |        |
| 33:26  |                          |                     |        |        |        |        |        |        |        |

| 7. | Take the "A" Train | Billy Strayhorn | 4:13  |
| 8. | Serbian Blue       | Don Sebesky     | 13:03 |
| 9. | From Now On        | Benson          | 2:20  |

## Crédits
| - George Benson – guitare - Phil Upchurch – guitare, percussion (3), basse électrique (5) - Kenny Barron – piano - Ron Carter – contrebasse - Steve Gadd – batterie - Garnett Brown, Warren Covington, Wayne Andre – trombone - Paul Faulise – trombone basse - Alan Rubin, Joe Shepley, John Frosk – trompette - Phil Bodner – cor anglais, clarinette, flûte alto - George Marge – cor anglais, flute, piccolo flute - Ray Beckenstein - flûte - Albert Regni - flûte, clarinette - Brooks Tillotson, Jim Buffington – cor d'harmonie - Margaret Ross – harpe - Alan Shulman, Charles McCracken, Frank Levy, Jesse Levy, Paul Tobias, Seymour Barab – violoncelle - Don Sebesky – arrangements et chef d'orchestre | Production - Creed Taylor – producteur - Rudy Van Gelder – ingénieur du son, mastering (4-6) - Bob Ciano – conception de l'album - Ben Rose – photographie de la pochette - Pete Turner – photographie |

## Classements
| Classement (1974–75)         | Meilleure position |
| ---------------------------- | ------------------ |
| États-Unis (Billboard 200)   | 78                 |
| États-Unis (Top Jazz Albums) | 1                  |